# Knife River
Knife River é uma Região censo-designada localizada no estado americano de Montana, no Condado de Richland.

## Demografia
Segundo o censo americano de 2000, a sua população era de 297 habitantes.

## Geografia
De acordo com o United States Census Bureau, Knive River tem uma área de
8,9 km², dos quais 8,9 km² cobertos por terra e 0,0 km² cobertos por água.

## Localidades na vizinhança
O diagrama seguinte representa as localidades num raio de 52 km ao redor de Knife River.